# Luís Diogo Lobo da Silva
Luís Diogo Lobo da Silva (Montemor, 1717 — morto em data e local desconhecidos) foi um administrador colonial português.
Foi governador da capitania de Pernambuco, de 1756 a 1763, e depois da capitania de Minas Gerais, de 1763 a 1768.